# Asperula tenuissima
Asperula tenuissima är en måreväxtart som beskrevs av Karl Heinrich Koch. Asperula tenuissima ingår i släktet färgmåror, och familjen måreväxter.
Artens utbredningsområde är Kazakstan. Inga underarter finns listade i Catalogue of Life.